# Najif Hazzazi
Najif Ahmad Hazzazi (ur. 27 lipca 1988) – saudyjski piłkarz występujący na pozycji napastnika w klubie Al-Szabab Rijad. Wcześniej reprezentował barwy Ittihad FC. Oprócz tego występuje także w reprezentacji Arabii Saudyjskiej, gdzie gra z numerem 9.